# Ramón Vargas
Ramón Vargas (Mexikóváros, 1960. szeptember 11. –) mexikói operaénekes, tenor. A világ összes híres operaházában fellépett, ahol az összes híres főszerepet elénekelhette.

## Gyermek- és fiatalkora
Ramon Vargas  mexikói származású, a fővárosában, Mexikóvárosban született, gyerekkorát is ott töltötte.
Már kisgyerekként is a zenével foglalkozott, a híres Guadalupe-bazilika gyerekkórusának szólistája volt. Később Mexikóvárosban tanult énekelni a Cardenal Miranda-Institutban, és később itt is debütált operaénekesként Don Ottavióként a Don Giovanniban, Nemorinóként a Szerelmi bájitalban és Almavivaként A sevillai borbélyban. Fiatalkorában számos versenyt nyert.

## Karrierjének kezdete
1986-ban, Milánóban megnyerte az Enrico Caruso tenor énekversenyt, utána a bécsi Staatsoper stúdiójába került. Bécsi tanulmányai után a luzerni operaház tagja lett.

## Nemzetközi karrierjének kezdetei
Nemzetközi karrierje 1990-ben kezdődött, amikor Európa nagy operaházaiba kapott meghívást (Lorenzo – Fra Diavolo, Zürich; Edgardo – Lammermoori Lucia, Marseilles; Tamino - A varázsfuvola, Bécs; Rossini: Stabat Mater, Paris Opéra-Bastille;  Amenofi - Mozes, Bologna.
A New York-i Metropolitan Operában 1992-ben mutatkozott be Edgardo szerepében. Később meghívást kapott Rigoletto mantovai hercegének szerepére is. A milánói Scalában 1993-ban debütált. Ezt követően a világ legnagyobb operaházaiban énekli az operairodalom legnagyobb főszerepeit: Scala (Traviata, Falstaff, Rigoletto), Bécs (Stuart Mária, Szerelmi bájital, Lammermoori Lucia, Roberto Devereux, Bohémélet, A kegyencnő, Don Carlos), London, Covent Garden (Traviata, Rigoletto, Bohémélet), Párizs, Opéra-Bastille (Rigoletto, Traviata); New York, Metropolitan (Rigoletto, A sevillai borbély, Hamupipőke, Szerelmi bájital, Lammermoori Lucia, Bohémélet, Traviata); San Francisco Opera (Az álarcosbál, Lammermoori Lucia), Buenos Aires, Teatro Colón (A kegyencnő), Veronai Aréna (A sevillai borbély, Rigoletto); Madrid, Teatro Real (Werther), Berlin (Bohémélet, Don Carlos) Firenze (Anyegin, Titus kegyelme, Rigoletto. Giuseppe Verdi halálának 100. évfordulóján, 2001. január 27-én a Scalában énekelt Verdi Requiemjében.

## Az utóbbi években
A tenorista már többször is szerepelt Magyarországon. Az elmúlt években is a világ legnagyobb operaházaiban lépett fel, többek között a New York-i Metropolitanben hallhatták 2003-ban Puccini Bohéméletében, Massenet Manonjában és Csajkovszkij Anyeginjában. A Bohéméletet  2008-ban Nicola Luisotti vezényletével, Angela Gheorghiu és Ramon Vargas közreműködésével a Bartók Rádió élőben is közvetítette. A Metropoltan ünnepelt sztárjaként 2006-ban Offenbach Hoffman meséi című operájában, Plácido Domingo vezényletével, 2007-ben a milánói Scala színpadán Verdi Traviatájában Lorin Maazel vezényletével, Angela Gheorghiu és Roberto Frontali partnereként aratott sikert.
2007 nyarán nagy sikerű koncertkörúton lépett fel Anna Nyetrebko partnereként Németországban. 2008-ban nagy sikerrel debütált Münchenben a Luisa Miller című operában.

## Díjai
Ramon Vargas több nemzetközi elismeréssel büszkélkedhet: Lauri-Volpi díj, mint 1993 legjobb énekese Olaszországban, Gino Tani for the Arts-díj, 1995-ben az olasz kritikusok díja, a British Opera Now az Artist of the Year címmel tüntette ki. 1999 óta minden évben az Austrian Festspiele Magazin a világ legjobb tenoristájának választotta. 2001-ben megkapta az ECHO Klassik-Singer of the Year díjat a German Phono Academy-től.

## Lemezei
- Between Friends: 2004 március 22.
- Arie Antiche 2002 november 4.
- Arien 2001 április 30.
- L’amour, l’amour 1999 szeptember 29.

## Repertoárja
- Bellini:
  - Rómeó és Júlia – (Tebaldo)
- Donizetti:
  - Szerelmi bájital – (Nemorino)
  - Lammermoori Lucia – (Edgardo)
  - Devereux Róbert – (Roberto Devereux)
  - A kegyencnő – (Fernando)
  - Stuart Mária – (Leicester)
- Gounod:
  - Faust – (Faust)
- Massenet:
  - Werther – (Werther)
- Mozart:
  - La Clemenza di Tito – (Tito)
  - Idomeneo – (Idiamante, Idomeneo)
  - A varázsfuvola – (Tamino)
  - Don Giovanni – (Don Ottavio)
- Offenbach:
  - Hoffmann meséi – (Hoffmann)
- Puccini:
  - Bohémélet
- Rossini:
  - Maometto secundo – (Paolo Eriso)
  - A török Itáliában – (Don Narciso)
  - A reimsi utazás – (Belfiore)
  - Hamupipőke – (Don Ramiro)
  - A sevillai borbély – (Conde Almaviva)
  - Tankréd – (Agirio)
- Csajkovszkij:
  - Anyegin – (Lenszkij)
- Stravinski:
  - The Rake’s Progress
- Verdi:
  - Don Carlos – (Don Carlo)
  - Traviata – (Alfredo)
  - Rigoletto – (Herzog v. Mantua)
  - Az álarcosbál – (Riccardo)
  - Falstaff – (Fenton)